# اچ‌ام‌اس گروپر (۱۸۰۴)
اچ‌ام‌اس گروپر (۱۸۰۴) (به انگلیسی: HMS Grouper (1804)) یک کشتی بود که طول آن ۵۵ فوت ۲ اینچ (۱۶٫۸ متر) بود. این کشتی در سال ۱۸۰۴ ساخته شد.